# 北郷三穂子
北郷 三穂子（きたごう みほこ、1977年6月30日 - ）は、NHKのアナウンサー。

## 人物
青森県生まれの仙台市育ち。宮城県第二女子高等学校、早稲田大学第一文学部卒業後、2001年入局。仙台局に移った後の2005年5月1日、BS2で放送された『おーい、ニッポン　私の・好きな・青森県』に出演。東京への異動が2006年1月という中途半端な時期となった理由は、『NHKニュースおはよう日本』平日5・6時台を当時担当していた島津有理子が『つながるテレビ@ヒューマン』開始に際しメインキャスターに起用され、北郷がその後任に抜擢されたことによるものだった。1年後の2006年12月28日限りで『おはよう日本』を降板したが、その時点では、本人並びにNHK広報室より降板に関する特段の事情説明はなかった。しかしその数カ月後、週刊誌（週刊文春）が、同僚で先輩アナウンサーの横尾泰輔とのできちゃった結婚をスクープ報道したことで、番組降板の真相が図らずも明らかとなった。
2007年5月に第1子となる長女を出産、2008年12月には年子となる長男（第2子）を出産し、更に2010年8月には第3子の次女を出産している。2011年よりラジオで復帰し、同年7月20日の『きょうの料理』で4年7か月ぶりにテレビ番組に復帰出演。2012年4月に神戸局へ異動。夫の大阪局異動に伴い、同行する形となっている。さらに2017年7月には、夫が勤務していた大阪局に異動したが、2019年6月の異動で神戸局に2年ぶり2度目の異動。

## 現在の担当番組
- 関西のニュース

## 過去の担当番組
- あっぷるワイド・あおもりニュースTODAY
- てれまさむねGo!Go!
- 今日は一日ピアノ三昧（2006年9月23日、FM放送）
- NHKニュースおはよう日本 平日（2004年8月16日 - 27日、2005年8月8日 - 12日）5.6時台代理キャスター（2006年）:※1月 - 3月は5・6時台、4 - 12月は5:00 - 6:29担当
- 月刊とれたてマイビデオ（2006年）
- ハイビジョン特集「樂茶碗 受け継がれた四百年〜京都 十五代樂吉左衞門〜」（BS-hi、2007年4月8日、ナレーション）
- BS時代劇・塚原卜伝（BSプレミアム、2011年10月2日 - 2011年11月13日、卜伝紀行・語り）
- スタジオパークからこんにちは（2012年2月13日 - 16日、3月14日）…産休取得中の青山祐子アナウンサーの司会代行
- ITホワイトボックス（2011年7月 - 2012年3月）（Eテレ）ナレーション
- きょうの料理 （2011年7月 - 2012年3月）（Eテレ）司会
- 見えるぞ!ニッポン（Eテレ）ナレーション
- あの日を胸に"生きる" 阪神・淡路大震災20年『5時46分・思いつないで 神戸・淡路』（2015年1月17日）（総合テレビ）進行役[5]
- 趣味Do楽（Eテレ）
  - KYOTOで極めるハンサムウーマンライフ〜時代をひらく古都の女子力〜（2013年2月5日 - 2013年3月26日放送）ナレーション
  - レンズで見つける！わたしの京都〜女子のカメラ＆ライフ・レッスン〜（2015年2月3日 - 2015年3月24日放送）ナレーション
- 音の風景（ナレーション、東京在籍時に収録）
- ニュースKOBE発 メインキャスター（2015年3月30日-2017年3月31日）
- 兵庫ニュース845（不定期）
- FMラジオニュース（平日夕方・不定期）
- ワイルドライフ（BSプレミアム）ナレーション
- ごごナマ おいしい金曜日司会 （大阪放送局発・2017年8月25日 - 2019年3月）
- 連続テレビ小説
  - まんぷく1週間/5分でまんぷく（ナレーター：2018年10月7日 - 2019年3月31日）
  - ブギウギ 一週間総集編「ブギウギ第〇〇週」（2023年10月7日 - 2024年3月30日） - 、ダイジェト動画語り、語り

※この他、神戸放送局の地上波テレビ・AM・FM各放送のコールサインアナウンスも担当。
- 兵庫ニュース845（不定期）
- FMラジオニュース（不定期・平日夕方）
- リブラブひょうご（編集責任者・田中崇裕、片山智彦らのキャスター代行）
- ぐるっと関西おひるまえ兵庫（編集責任）
- アナウンス統括
- 神戸放送局制作番組の編集責任者
- 関西発ラジオ深夜便（アンカー・2023年4月21日 - 22日）